# Allium condensatum
Allium condensatum là một loài thực vật có hoa trong họ Amaryllidaceae. Loài này được Turcz. mô tả khoa học đầu tiên năm 1854.